# Halle aux viandes de Liège
La  halle aux viandes est un bâtiment entouré par la rue de la Halle, la rue de la Boucherie et la rue de la Goffe à Liège. Il a longtemps été considéré comme le plus vieil édifice public de la ville.

## Historique

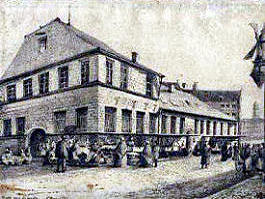
La halle aux viandes en 1881.

Ce bâtiment fait partie de l'histoire de la principauté liégeoise. On mentionne déjà en 1213 le bâtiment originel, la mangonie, situé entre l'hôtel de ville et la cathédrale Saint-Lambert à l'emplacement de l'actuelle rue Léopold. Après le sac de Charles le Téméraire, la halle aux viandes est reconstruite en 1546 à un endroit appelé alors Vesquecour. Vesquecour, signifiant cour de l'évêque, était le lieu où l'évêque rendait sa justice.

## Aujourd'hui
Cette halle aux viandes et ses alentours furent entièrement restaurés et réhabilités dans les années 1990 par les architectes liégeois Pierre Hebbelinck et Alain Richard. Et après avoir accueilli diverses expositions dont les prologues au Grand Curtius, elle connait depuis 2007 une autre affectation. La ville a en effet décidé de créer une « cellule d’accueil pour les investisseurs ». Un bureau les accueille et facilite leurs démarches. Cette cellule travaille en synergie avec tous les acteurs de la reconversion liégeoise.
En mai 2016, la Halle devient le principal lieu d'accueil touristique de la ville à la suite de la fusion de la maison du tourisme du pays de Liège et de l'office du tourisme de Liège.